# Ringette
Ringette (ang. ringette) – zespołowa gra sportowa, odmiana hokeja na lodzie. Zawodnicy (wyłącznie kobiety) poruszają się po lodowisku (rozmiarem podobnym do hokeja na lodzie) na łyżwach, a do gry używają poliwęglanowych kijów oraz gumowego pierścienia o zewnętrznej średnicy 16,5 cm i wewnętrznej średnicy 10 cm, przez który przechodzi prosty kij. Gra polega na umieszczeniu pierścienia w bramce przeciwnika za pomocą kija trzymanego w rękach. Celem jest zwycięstwo w meczu poprzez zdobycie większej liczby bramek niż rywal. W składzie każdego zespołu na lodzie przebywa bramkarz i pięciu graczy w polu. Zmiany zawodników na boisku są dokonywane tak jak w hokeju na lodzie. Czas meczu ringette trwa 60 minut (czas podzielony jest na trzy części, tzw. tercje po 20 minut). Czas liczony jest według tzw. czystej gry, tzn. jest zatrzymywany, gdy wystąpi przerwa w grze zarządzona przez sędziego. Od koszykówki, ringette wziął zakaz grania ciałem i potrzebę zatrzymania akcji na pół minuty na strzelanie karnych.

## Historia
W 1963 r. kanadyjski wynalazca szkockiego pochodzenia Sam Jacks przedstawił nowy rodzaj hokeja. Gra, w której krążek został zastąpiony gumowym pierścieniem, a kij hokejowy na zwykły kij, stał się wyłącznie sportem kobiecym zwanym ringette.
Na początkowym etapie rozwoju ringette Kanada była krajem dominującym, ale obecnie Finlandia jest poważnym konkurentem.